# ناحیه هنکاک، شهرستان هنکاک، ایلینوی
ناحیه هانکوک (به انگلیسی: Hancock Township) یک منطقهٔ مسکونی در ایالات متحده آمریکا است که در شهرستان هنکاک، ایلینوی واقع شده‌است. ناحیه هانکوک ۱۶۹ متر بالاتر از سطح دریا واقع شده‌است.